# بودا بار

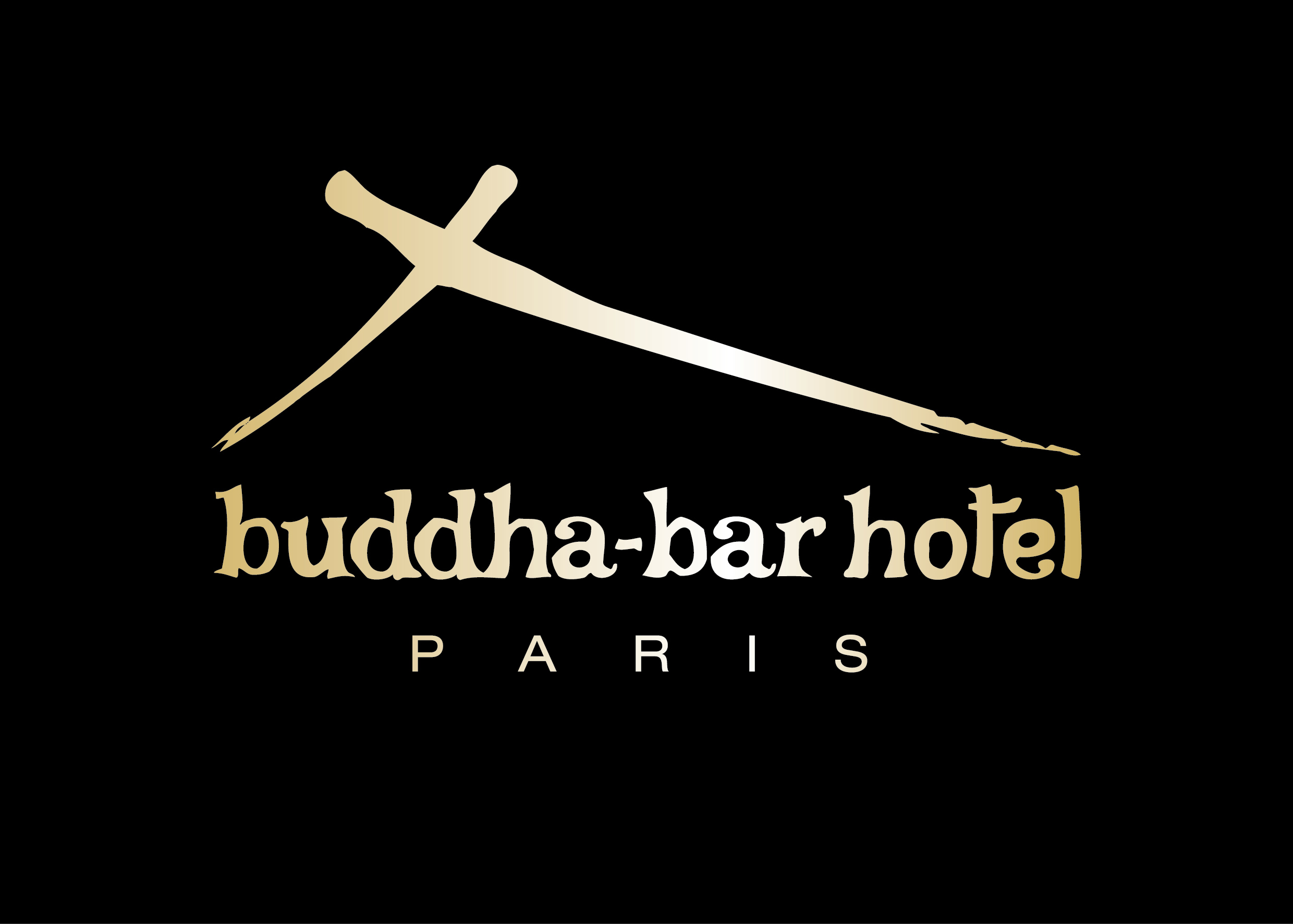

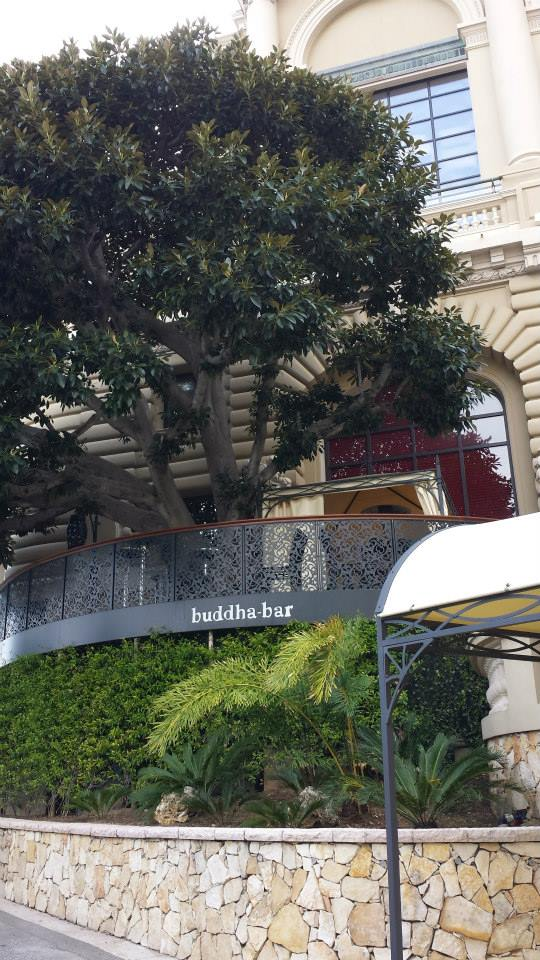

بودا بار (بالإنجليزية: Buddha Bar) بار ومطعم وتوكيل سلسلة فنادق أنشأه صاحب المطعم الفرنسي-الروماني ريموند فيان ومنسق الموسيقى DJ والمصمم الداخلي كلود شال، مع افتتاح موقعه الأصلي في العاصمة الفرنسية باريس في عام 1996 سرعان ما أصبح بودا بار مرجعًا بين الأثرياء الأجانب والسياح الأثرياء الذين يزورون المدينة، وقامت بارات ومطاعم كثيرة بتقليده، وأصبح شائعًا جزئيًا بسبب اختيار «منسق الموسيقى DJ» مقطوعات موسيقية وغنائية انتقائية ورائدة، وأصبح معروفًا عالميًا بإصداره ألبومات تجميع «بودا بار» وهي مجموعات شهيرة لموسيقى الصالة والموسيقى الهادئة والموسيقى العالمية، وكل هذا تحت علامة «بودا بار» التجارية الصادرة من شركة تسجيلات جورج الخامس.
صنع بودا بار لنفسه إسماً كبيراً، ولازال يحتفظ بهذه السمعة، من خلال الأقراص المضغوطة (CD) الموسيقية وخصوصاً في أوساط السياح، كما افتتح فروعاً كثيرة.

## فروع بودا بار حول العالم
مراكش - بلغراد - دبي - أبو ظبي – لندن – مانيلا – موريشيوس – باكو – تبليسي - كييف - موسكو - سانت بطرسبرغ - كاراكاس - مكسيكو سيتي - مونت كارلو - براغ - ميكونوس وسانتوريني، كما تم إغلاق العديد من المواقع منذ ذلك الحين. في يونيه 2012، أُغلق موقع في واشنطن العاصمة بعد عامين من العمليات، بعد أن «عانى من سوء استقبال انتقائي» بينما تم إجبار موقع في مدينة نيويورك على تغيير اسمه.

## ألبومات تجميع مقطوعات بودا بار الموسيقية
اصدر بودا بار ألبومات تجميع الموسيقى التي تبث في البار منذ عام 1999، وفي عام 2001، وضع أحد نقاد مجلة بيلبورد ألبوم تجميعات بودا بار على قائمة أفضل 10 ألبومات لهذا العام، وكتب: «بودا بار ليس فقط مطعمًا جيدًا في فرنسا ولكنه أيضًا أحد أفضل التجارب الموسيقية التي خرجت من فرنسا في السنوات القليلة الماضية».

## الجدل مع البوذيين

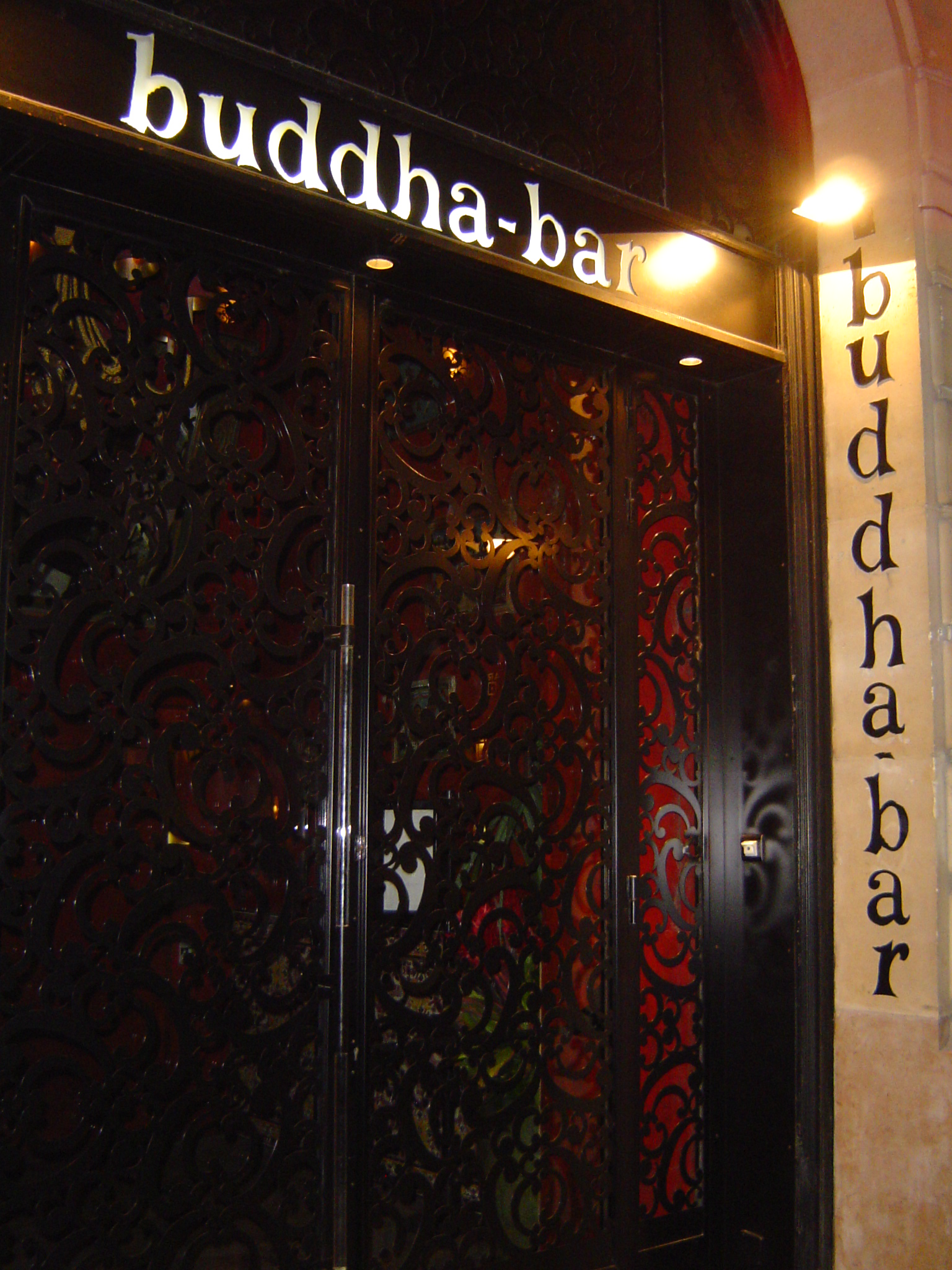

لوحظ أن استخدام (بوذا) كرمز لفروع "بودا بار" مسيء لبعض البوذيين المحافظين. احتج البوذيون في جاكرتا عام 2010 على تشغيل بودا بار في تلك المدينة، مؤكدين أن "استخدام رموزهم الدينية في مكان يقدم المشروبات الكحولية كان إهانة لدينهم. كان موقع جاكرتا مملوكًا بشكل مشترك لابنة السياسي الإندونيسي والحاكم السابق للمنطقة سوتيوسو، وتم إغلاقه بأمر من المحكمة في وقت لاحق من ذلك العام. وقد لوحظ أن متاجر التسجيلات في دبي "تحجب صورة بوذا" على الأقراص المدمجة (CD) لتجنب الرموز الوثنية، ولكن سُمح لأصحاب مطعم "بودا بار" في دبي ببناء تمثال بوذا من طابقين داخل مؤسستهم.

## وصلات خارجية
https://www.buddhabar.com/en/ بودا بار
https://www.rfi.fr/en/asia-pacific/20100728-hundreds-protest-french-buddha-bar-indonesia بودا بار
https://asia.nikkei.com/Politics/Myanmar-s-Buddha-bar-case-highlights-rise-of-religious-conservatism بودا بار